# Мері Спенсер
Мері Спенсер (англ. Mary Spencer; нар. 12 грудня 1984, Брюс, Онтаріо) — канадська боксерка, чемпіонка та призерка чемпіонатів світу.

## Спортивна кар'єра
Мері Спенсер змалку займалася різними видами спорту, а з вісімнадцяти років зайнялася боксом.
- На чемпіонаті світу 2005 в категорії до 66 кг перемогла чотирьох суперниць, у тому числі українку Олександру Козлан у півфіналі і росіянку Ірину Синецьку у фіналі.
- На чемпіонаті світу 2006 перемогла двох суперниць і програла в півфіналі Олександрі Козлан, задовольнившись бронзовою медаллю.
- На чемпіонаті світу 2008, здобувши чотири перемоги, вдруге стала чемпіонкою світу.
- 2010 року Мері Спенсер, маючи на меті пробитися на Олімпійські ігри 2012 в олімпійській категорії до 75 кг, виступила на чемпіонаті світу в новій категорії і стала чемпіонкою світу втретє.
  - В 1/8 фіналу перемогла Анну Лорелл (Швеція).
  - У чвертьфіналі перемогла Тамару Гарсія (Іспанія).
  - У півфіналі перемогла Лілію Дурнєву (Україна).
  - У фіналі перемогла Лі Цзіньцзи (Китай).
- 2011 року Мері Спенсер, перемігши трьох суперниць, перемогла на Панамериканських іграх.
- На чемпіонаті світу 2012 програла в другому бою Анні Лорелл.
- На Олімпійських іграх 2012 програла в першому бою Лі Цзіньцзи